# الرقق (المكلا)

تعديل مصدري - تعديل

الرقق هي إحدى قرى عزلة المكلا بمديرية المكلا التابعة لمحافظة حضرموت، بلغ تعداد سكانها 505 نسمة حسب تعداد اليمن لعام 2004.